# Quaranta (album Danny Brown)
Quaranta è il sesto album in studio del rapper americano Danny Brown, pubblicato il 17 novembre 2023 dalla Warp Records. È il seguito solista di Brown di U Know What I'm Sayin? del 2019 e il suo secondo album del 2023 dopo la sua collaborazione con JPEGMafia con Scaring the Hoes. L'album include collaborazioni con Bruiser Wolf, Kassa Global e Mike, ed è stato preceduto dal singolo Tantor.

## Produzione e pubblicazione
Brown ha anticipato l'album per la prima volta nell'ottobre 2020 quando ha condiviso una clip musicale con la didascalia "XXXX". Successivamente chiarì che si intitolava Quaranta e non 40. Il titolo significa "40" in italiano ed è stato descritto come un "reggilibro spirituale" per l'album XXX di Brown del 2011. Brown ha lavorato sull'album con produttori tra cui The Alchemist, Quelle Chris, Skywlkr e Paul White.
Brown lo ha definito il suo album "più personale", in cui "esplora le sue esperienze con il dolore, l'isolamento e il toccare il fondo". Lo definì il suo "modo di uscire dalla merda" dopo aver trascorso del tempo in riabilitazione per riprendersi dalla dipendenza da droga e alcol, e spiegò che "era quasi come se fossi morto, questo è quello che avrei da dire".

## Ricezione critica
Quaranta ha ricevuto un punteggio di 82 su 100 sull'aggregatore di recensioni Metacritic sulla base di 15 recensioni di critici, indicando "il plauso universale". Gli editori di Stereogum lo hanno scelto per l'Album della settimana, con il critico Tom Breihan che ha scritto che "se ascolti gli ultimi cinque album di Danny Brown in sequenza, suona come un modello assoluto di invecchiamento aggraziato nel rap [...] così Quaranta sente come il ritratto in una capsula del tempo di un grande rapper in bilico sull'orlo dell'oblio" e lo considera "abbastanza espansivo in cui perdersi".

## Tracce
1. Quaranta – 2:40 (Daniel Sewell, Miguel Oliveira)
2. Tantor – 2:28 (Sewell, Baird Acheson, Gabriel Acheson, Alan Maman, Ryan Raines)
3. Ain't My Concern – 2:51 (Sewell, Christian DeVivo, Kassa Overall, Gavin Tennille)
4. Dark Sword Angel – 2:40 (Sewell, DeVivo, Tennille)
5. Y.B.P. (featuring Bruiser Wolf) – 2:56 (Sewell, Devaul Neal, Overall, Skylar Tait)
6. Jenn's Terrific Vacation (featuring Kassa Overall) – 3:27 (Sewell, Overall)
7. Down wit It – 2:41 (Sewell, Paul White)
8. Celibate (featuring Mike) – 3:59 (Sewell, Samuel Baker, Michael Bonema, Overall)
9. Shakedown – 3:29 (Sewell, Kaelin Ellis)
10. Hanami – 3:27 (Sewell, Joel Danell)
11. Bass Jam – 3:44 (Sewell, White)